# Стороженко, Михаил Михайлович
Михаи́л Миха́йлович Стороже́нко (12 ноября 1937, Ленинград — 30 марта 2020) — советский украинский легкоатлет, специалист по многоборьям. Выступал за сборную СССР по лёгкой атлетике в середине 1960-х годов, победитель и призёр первенств национального значения, чемпион Украинской ССР, участник летних Олимпийских игр в Токио. Мастер спорта СССР международного класса. Заслуженный тренер Украины.

## Биография
Михаил Стороженко родился 12 ноября 1937 года в Ленинграде.
Состоял в добровольном спортивном обществе «Динамо», представлял Ленинград, Львов, Киев. Проходил подготовку под руководством заслуженного тренера СССР Дмитрия Ивановича Оббариуса.
Впервые заявил о себе на взрослом всесоюзном уровне в сезоне 1961 года, когда на чемпионате СССР в Тбилиси выиграл бронзовую медаль в беге на 110 метров с барьерами и серебряную медаль в десятиборье.
В 1963 году на чемпионате страны в рамках III летней Спартакиады народов СССР в Москве стал бронзовом призёром в десятиборье.
На чемпионате СССР 1964 года в Киеве превзошёл всех своих соперников в десятиборье и завоевал золотую медаль, кроме того, выиграл Мемориал братьев Знаменских. Благодаря этим победам удостоился права защищать честь страны на летних Олимпийских играх в Токио — набрал в сумме всех дисциплин 7464 очка, расположившись в итоговом протоколе соревнований на восьмой строке.
После токийской Олимпиады Стороженко ещё в течение некоторого времени оставался в составе советской национальной сборной и продолжал принимать участие в крупнейших международных стартах. Так, в 1965 году он одержал победу в десятиборье в матчевой встрече между сборными СССР и США в Киеве.
В 1966 году добавил в послужной список серебряную награду, полученную в десятиборье на чемпионате СССР в Ленинакане — уступил здесь только Юрию Дьячкову. Позже представлял страну на чемпионате Европы в Будапеште, где с результатом в 7002 очка стал седьмым.
За выдающиеся спортивные достижения удостоен почётного звания «Мастер спорта СССР международного класса».
Завершив спортивную карьеру, занялся тренерской деятельностью, в течение 20 лет отвечал за общефизическую подготовку футболистов киевского «Динамо». Заслуженный тренер Украины.
Умер в результате продолжительной болезни 30 марта 2020 года в возрасте 82 лет.